# Nekrotická kroužkovitost třešně

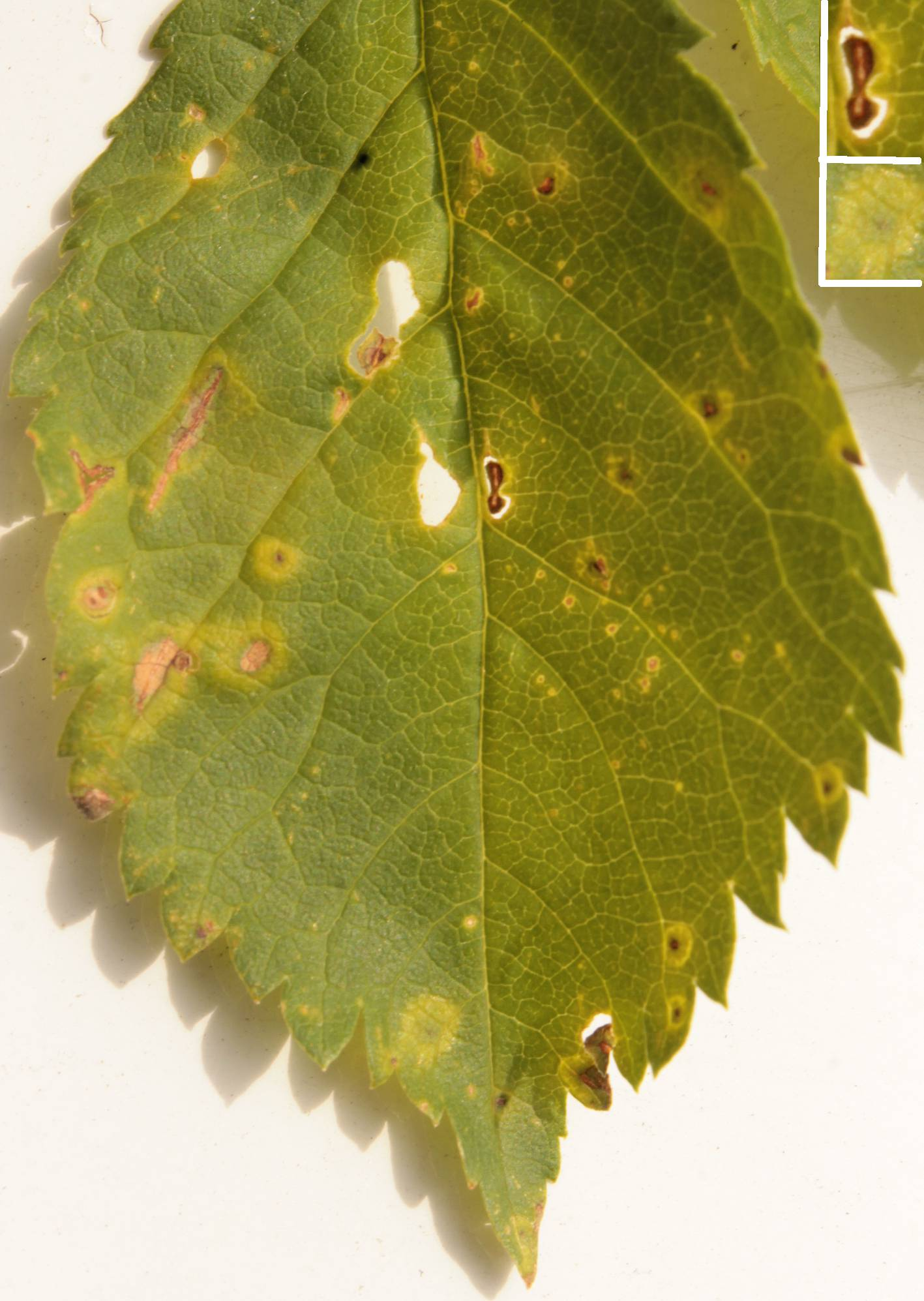
Symptomy nekrotické kroužkovitosti třešně na dřevině mandloň trojlaločná Prunus triloba

Nekrotická kroužkovitost třešně je choroba způsobovaná virem Prunus Necrotic Ringspot Virus z rodu Ilarvirus. Choroba je považována za nejškodlivější onemocnění třešně a višně.

## EPPO kód
PNRSV0 

## Synonyma

### Odborná synonyma patogena
Podle Seznam podle EPPO a oregon.gov
- PNRSV
- Prunus necrotic ringspot ilarvirus
- European plum line pattern virus
- hop B virus
- hop C virus
- peach ringspot virus
- plum line pattern virus
- prunus ringspot virus
- red currant necrotic ringspot virus
- rose chlorotic mottle virus
- rose line pattern virus
- rose vein banding virus
- rose yellow vein mosaic virus
- sour cherry necrotic ringspot virus

### České názvy choroby
- Stecklenberská choroba

## Zeměpisné rozšíření
Choroba je riozšířena ve všech oblastech pěstování hostitelů.

## Hostitel
- slivoň Prunus, zejména  třešeň Prunus cerasus a broskev Prunus persica
- růže Rosa
- chmel Humulus
- okurka Cucumis sativus

## Příznaky
Některé varianty viru nevyvolávají příznaky u svého hostitele a mohou být detekovány po naočkování pletiva dřevin na citlivé dřeviny nebo sérologickými testy. Výskyt příznaků úzce souvisí s klimatickými podmínkami.
Ostatní varianty PNRSV se projevují nekrotickými skvrnami na mladých listech hostitele během prvního roku systémové infekce. Nemnoho, pokud nějaké  symptomy se na listech nebo ovoci objevuje v pozdějších letech. Ještě jiné varianty viru PNRSV působí nekrotické reakce v prvním roce, chronicky chlorotické listy skvrnitost a odumření listů, enace (výrůstky na povrchu listu), deformity, opožděnou zralost ovoce a příznaky na plodech.
Může dojít k úplnému uhynutí dřeviny.  Stromy slábnou a předčasně hynou. Mezi intenzitou příznaků a druhem stromu neexistuje přímý vztah. U vybraných švestek se příznaky objeví slabě a jen u mladých stromů, jinak jsou sotva pozorovatelné. U broskvoní a meruněk se účinky viru projeví specifickými příznaky. Na stromě se objeví klejotok, listoví prořídne, větve se zkroutí, celkový vzhled stromu je špatný.

### Pupeny a letorosty
Akutní příznaky doprovázeny deformacemi pupenů a letorostů, které mohou vést až k jejich zničení.  Symptomy na listech se projevují při teplotách 20–24 °C. Úhyn letorostů je běžný při vyšších teplotách.

### List
Na listech se nejprve objeví hnědé nekrotické kroužky s eventuálním vypadáváním postiženého pletiva. Listy jsou pak dírkovité a potrhané. Na mladších listech lze pozorovat světle zelené nebo zažloutlé skvrny. Nekrotické skvrny mohou pokrýt celý list, listy mohou být zúžené a lesklé, později křehké a potrhané. Zoubkování může být ostřejší než u zdravých listů.

### Plod
Slabé uchycení plodů a jejich pomalý rozklad je důsledkem infekce u višní a vede ke značnému snížení úrody. U akutně nemocných stromů klesá plodnost a úroda.

## Význam
Největší škody působí u třešní. Škody způsobené virovými chorobami nemusí být vždy okamžitě zjevné. Slabší růst a porušený vývoj stromu, snížená plodnost, snížená mrazu odolnost, prosychání, snížená odolnost proti chorobám a škůdcům a špatné srůstání roubů a oček s podnožemi, které se obyčejně připisuje jiným příčinám než virózám.
Výnosy ovoce mohou být sníženy o 40 až 50 procent, v závislosti na podmínkách. Virus Prunus necrotic ringspot je také vážný problém ve školkách, kde způsobuje špatné ujímání oček (snížené 50 až 90 procent) a omezení přírůstků. 

## Šíření
Virus se může šířit vegetativním rozmnožováním, semeny, pylem a háďátky (např. Longidorus elongatus). U semenáčků ze zdravého mateřského stromu se choroba projeví jako důsledek oplodnění virem infikovaného pylu. Virus se nepřenáší dotykem mezi rostlinami.

## Ochrana rostlin
Pro množení musí být použit zdravý množitelský materiál. Musí být brána rovněž v potaz nebezpečí přenosu infikovaného pylu a provedena likvidace infekčních ohnisek. Infekce půdními háďátky může být dalším nebezpečím, hlavně u mladých výsadeb. 